# اشمسیان
اشمسیان (خمین)، روستایی از توابع بخش کمره شهرستان خمین در استان مرکزی ایران است.

## مردم شناسی
زبان مردم روستای آشمسیان و روستاهای مجاور آن لری است.

## جمعیت
روستای آشمسیان این دهکدهٔ کوچک و خوش نقش واقع در ۲۵ کیلومتری شهرستان؛ به دلیل ویژگی‌هایی جغرافیایی و طبیعی از چشم‌اندازهای بسیار زیبایی برخوردار است که توجه گردشگران بسیاری را به خود جلب می‌کند.
روستای آشمسیان از نظر جغرافیایی در سمت جنوب و جنوب غرب شهر خمین و در دشت کوچکی واقع شده است. قرار گرفتن در کوهپایه نیز ویژگی منحصر به فردی است که از جمله عوامل رونق کشاورزی و کوهستانی شدن آب و هوای این منطقه به حساب می آید.
همان‌طور که گفته شد آب و هوای آشمسیان سرد و کوهستانی همراه با بهار معتدل و تابستان‌های گرم می‌باشد.
حرفهٔ اصلی مردم این روستا طبق سنت گذشتگان کشاورزی بوده که البته در کنار کشاورزی به دامپروری هم مشغول هستند.
مهمترین محصولات این روستا گندم، جو، لوبیا- در صورت آبسالی بودن- انگور، بادام و گردو و … می‌باشد. همچنین سیفی جات و سایر میوه‌ها نیز در این روستا تولید می‌شوند که از این میان می‌توان به سیب، گلابی، زردآلو، آلو و … اشاره کرد.
محصولات دامی این روستا در درجه اول نیاز مردم روستا را برطرف می‌کند و در درجهٔ بعد مازاد آن به فروش می‌رسد.
از جمله مهمترین محصولات دامی می‌توان به شیر، پنیر محلی، ماست محلی، کره و روغن محلی، خامه و دوغ محلی و… اشاره کرد.
همین‌طور محصولات باغات انگور که شامل غوره و آب غوره، انگور تازه و فراورده‌های آن نظیر کشمش و شیره و مویز و .. است نیز در این روستا تولید می‌شود.
همان‌طور که اشاره شد روستای آشمسیان به دلیل وجود زمین‌های حاصلخیز و آب کشاورزی کافی و البته زیر کشت بودن قسمت وسیعی از زمین‌های کشاورزی از چشم‌اندازهای زیبایی برخوردار است.
همچنین در اقدامی که چند سال پیش توسط کشاورزان عزیز انجام شد بخش وسیعی از زمین‌های کشاورزی زیر کشت درخت گردو درآمد که این کار به نوبهٔ خود سهم بسیار زیادی در زیبایی روستا ایفا کرد.
از جمله مهمترین جاذبه‌های روستا می‌توان به موارد زیر اشاره کرد:
o قلمستان در آسیاب واقع در منطقهٔ بالای روستا
o آبشار آب
o بقایای آسیاب قدیمی
o رودخانهٔ فصلی – که البته چند سالی با مشکل کم‌آبی مواجه شده است –
o مکان‌های قدیمی
o و …
- مراسم:

```
همین گره ناگسستنی بین مردم و 
اهل بیت
 خاندان عصمت و طهارت باعث شده است تا مراسم مذهبی نظیر مراسم دههٔ اول 
ماه محرم
 و مراسم ماه صفر و رمضان و همین‌طور اعمال شب‌های قدر و… به نحو احسن برگزار شود.
```

نذری‌های ماه محرم و رمضان نیز زبان زد خاص و عام است که تنها گوشه‌ای از ارادت مردم این روستا به اهل بیت می‌باشد.
از مراسم معروف در این زمینه می‌توان به تعزیه خوانی (شبیه خوانی) – که از دیر باز در بین مردم این روستا رایج بوده است –سینه زنی و زنجیر زنی، احیا ی شب‌های قدر و تاسوعا و عاشورا و… می‌توان نام برد.